# Walter Rudi Wand

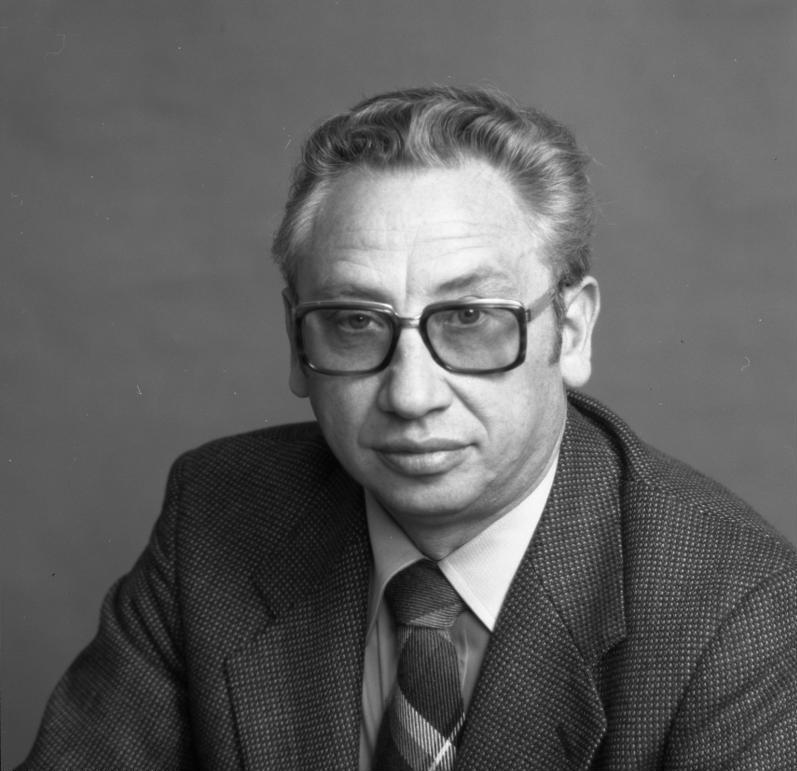
Walter Rudi Wand 1977

Walter Rudi Wand (* 7. September 1928 in Kleinkeula; † 29. Juni 1985 in Karlsruhe) war ein deutscher Jurist und von 1970 bis 1983 Richter des Bundesverfassungsgerichts.

## Leben
Der Sohn eines Bauern wuchs im thüringischen Kleinkeula auf und besuchte die Oberschulen in Eisenach und Sondershausen. 1945 wurde er noch zum Arbeitsdienst abkommandiert und zum Militär einberufen. Nach dem Abitur nahm er ein Studium der Rechtswissenschaft an der Universität Jena auf, wechselte später an die Universität Berlin und bestand 1950 die erste juristische Staatsprüfung. Er verließ die DDR und legte 1956 in Mainz die zweite Staatsprüfung ab.
Ein Jahr später trat er in den Justizdienst des Landes Rheinland-Pfalz ein. 1961 wurde er zum Landgerichtsrat am Landgericht Frankenthal ernannt. Es schloss sich 1963 eine Abordnung an das Bundesverfassungsgericht als wissenschaftlicher Mitarbeiter an. 1964 wurde er als Oberregierungsrat in den Bundesdienst aufgenommen. Hier wirkte er von 1964 bis 1966 als Präsidialrat des zweiten Senats des Bundesverfassungsgerichts und von 1966 bis 1969 als Präsidialrat des ersten Senats, wo er der engste Mitarbeiter des Präsidenten Gebhard Müller war. Während dieser Zeit wurde er zum Regierungsrat (1966) und zum Ministerialrat (1967) befördert. Zugleich war er Pressereferent. Im Jahre 1969 stieg er zum Direktor des Gerichts auf.
1970 wurde er für den Rest der Amtszeit des zum Europäischen Gerichtshof gewechselten Hans Kutscher zum Richter des Bundesverfassungsgerichts gewählt. Erstmals wurde damit ein Mitglied der Verwaltung des Bundesverfassungsgerichts selbst zum Verfassungsrichter berufen. Da Kutschers Amtszeit bereits 1971 endete, war in diesem Jahr eine erneute Wahl erforderlich, bei der Wand für eine zwölfjährige Amtsperiode bestätigt wurde. Bis 1983 gehörte er dem zweiten Senat an. Als Mitglied der CDU, die ihn auch nominiert hatte, zählte Wand zu den eher konservativen Richtern. Er räumte dem Interesse am Bestand und der Funktionsfähigkeit des Staates bei der Güterabwägung zumeist den Vorrang vor den Individualrechten ein, was sich etwa bei der Überprüfung der Terrorismusgesetze zeigte. Ebenso setzte er sich für den Schutz der Länderkompetenzen ein.
Wand wurde mit dem Großen Verdienstkreuz mit Stern und Schulterband der Bundesrepublik Deutschland ausgezeichnet. Er starb 1985 nach einem Besuch der Gerichtsbibliothek in Karlsruhe an Herzversagen. Er war mit Martha, geborene Müller, verheiratet und hatte zwei Töchter.